# پارامیتیا
پارامیتیا (به لاتین: Paramythia) یک شهرک در یونان است که در Souli Municipality واقع شده‌است.